# Большой пожар (роман)
«Большой пожар» — роман советского писателя Владимира Санина, посвящённый героическому труду пожарных. В основу романа лёг пожар в гостинице «Россия», произошедший в 1977 году. 

## Сюжет
Журналистке Ольге Вороновой поручено написать очерк о пожаре во Дворце культуры, случившемся несколько лет назад в крупном провинциальном городе. Сюжет раскрывается в интервью с участниками событий (пожарными, диспетчерами, работниками Дворца, родственниками жертв), а также через документы — фонограммы телефонных и радиопереговоров, фрагменты протоколов, справки.

## История создания
К написанию книги о несвойственной писателю тематике — до этого Санин писал о моряках и полярниках — автора пригласил пресс-клуб Главного управления пожарной охраны СССР. По словам Санина, в ходе консультаций со специалистами ему стало очевидно, что его представления о пожарных и пожарах «отличаются вопиющим, из ряда вон выходящим невежеством», что и определило актуальность написания книги.

## Издания
- Санин В. М. Большой  пожар. — Москва: Молодая гвардия, 1986. — 320 с.
- Санин В. М. Белое проклятье. Большой  пожар. — Москва: АСТ, 2003. — 480 с.